# Team Volksbank/2007
Deze pagina geeft een overzicht van de wielerploeg Team Volksbank in 2007.
| Naam                | Geboortedatum | Nationaliteit    | Ploeg 2006             |
| ------------------- | ------------- | ---------------- | ---------------------- |
| Tyson Apostol       | 17.06.1979    | Verenigde Staten |                        |
| Josef Benetseder    | 10.02.1983    | Oostenrijk       |                        |
| Gerrit Glomser      | 01.04.1975    | Oostenrijk       |                        |
| Pascal Hungerbühler | 22.02.1977    | Zwitserland      |                        |
| Andreas Matzbacher  | 07.01.1982    | Oostenrijk       |                        |
| Harald Morscher     | 22.06.1972    | Oostenrijk       |                        |
| Christian Pömer     | 21.09.1977    | Oostenrijk       | Aposport Krone Linz    |
| Werner Riebenbauer  | 07.07.1974    | Oostenrijk       |                        |
| Patrick Riedesser   | 11.12.1975    | Oostenrijk       |                        |
| Simon Schärer       | 14.02.1983    | Oostenrijk       | Neoprof                |
| Florian Stalder     | 13.09.1982    | Zwitserland      | Phonak Hearing Systems |
| Sven Teutenberg     | 18.08.1972    | Duitsland        |                        |
| Gerhard Trampusch   | 11.08.1978    | Oostenrijk       | Wiesenhof-Akud         |
| René Weissinger     | 11.12.1978    | Duitsland        | Skil-Shimano           |
| Mariusz Witecki     | 10.05.1981    | Polen            | Intel-Action           |

1999 · 2000 · 2001 · 2002 · 2003 · 2004 · 2005 · 2006 · 2007 · 2008 · 2009 · 2010 · 2011